# کوگار هلیکوپترز
کوگار هلیکوپترز (به انگلیسی: Cougar Helicopters) یک شرکت هواپیمایی است. دفتر مرکزی کوگار هلیکوپترز در سنت جونز، نیوفاندلند و لابرادور، کانادا واقع شده‌است و قطب این شرکت هواپیمایی در سنت جونز، نیوفاندلند و لابرادور قرار دارد.